# Lübkowsee
Der Lübkowsee liegt nahe dem Ort Schwichtenberg am östlichen Rand des Landkreises Mecklenburgische Seenplatte. Er ist an seiner tiefsten Stelle knapp sieben Meter tief. Am Ufer befinden sich eine Badestelle sowie eine Gaststätte und eine Ferienhaussiedlung.
Der See wird am südwestlichen Ufer vom Landgraben umflossen, hat aber keine oberirdischen Zu- und Abflüsse.